# Timaliidae
Timaliidae es una familia de aves paseriformes presentes en Asia. Los timalíidos son en general pájaros de pequeño tamaño y coloración variada, pero se caracterizan por tener plumaje de plumón suave. Son aves principalmente de áreas tropicales, encontrándose su mayor variedad en el sudeste asiático. Esta familia toma el nombre del  género Timalia: este nombre genérico fue creado por el zoólogo francés Georges Cuvier en 1821. Aunque Cuvier no explicó su etimología, se cree que está basado en una forma latinizada de un nombre vernáculo asiático (probablemente hindú o de lenguas indomalayas) para estas aves, ya que muchas especies de esta familia son nativas del sur y sudeste de Asia.

## Taxonomía
La taxonomía de la familia Timaliidae ha estado en disputa mucho tiempo. Durante la mayor parte del siglo XX la familia fue usada como “taxón cajón de sastre” para numerosos pájaros del Viejo Mundo difíciles de clasificar (como los Picathartidae o el herrerillo chochín). Ernst Hartert bromeaba solo en parte cuando resumía esta actitud con su planteamiento de que, en los passeriformes, “lo que uno no puede ubicar sistemáticamente es considerado un Timaliidae”. Los taxones más obviamente mal ubicados fueron quitados por etapas hacia al final del pasado siglo.
Desde entonces, con la ayuda de los datos de secuencias de ADN, se ha confirmado que incluso el grupo remanente no es monofilético. Análisis de datos de ADN mitocondrial de citocromo b y ARN ribosómicos 12 S y 16S (Cibois 2003a) expandieron los Timaliidae estudiados hasta los que eran esencialmente una politomía mal resuelta con los Sylviidae y los Zosteropidae. Como el género tipo  de Sylviidae (Sylvia) y otros similares, se agrupan con algunos presuntos timaliidos (como Fulvetta), se ha sugerido que algunos miembros de Sylviidae deberían ser trasladados a Timaliidae.
Como esto incluiría  el traslado del género tipo, constituiría un problema de nomenclatura zoológica que requiere la intervención de la ICZN (Cibois 2003b) pero no era algo significativo, en ese momento, dado que la filogenia de los Silviidae remanentes tampoco estaba resuelta. El problema de dar tal paso sería que se crearía un enorme clado pobremente definido a nivel de familia (muchos Silviidae y un número de Timalidae no han sido estudiados teniendo en consideración los nuevos resultados), por lo tanto esta resolución parece haber sido puesta en espera porque el momento está a favor  de una reorganización general de Sylvioidea.
Alström et al. (2006) apoyaron la propuesta taxonómica de Cibois (2003b), “si los Timaliidae y varios grupos de Silviidae son reconocidos en la misma familia” pero por supuesto no es necesario unirlos para lograr la monofilia en ambas familias. Notablemente, una de las pocas conclusiones más allá del nivel de género que recibe un apoyo bastante robusto en Cibois (2003a) fue la diferenciación de Sylvia y los charlatanes relacionados de Timaliidae sensu stricto. Así que por el momento, parece más sabio mantener Sylviidae y Timaliidae como distintos y sólo dividir o mover los géneros según se necesite lograr la monofilia.
Los picos de loros son aves algo parecidas a los herrerillos (Paridae) que en el pasado  fueron reiteradamente movidas entre Timalidae, Paridae y la familia propia Paradoxornithidae. Ciertamente estos no son una familia distinta, sino más bien pertenecen al clado de Sylvia (Cibois 2003a, Alström et al. 2006).
Las relaciones de los ojiblancos (actualmente en Zosteropidae) no están aún definidas. Basándose en datos de secuencias de ADN nuclear RAG-1 y c-mos, Barker et al. (2002) encontraron más probable que se agruparan más cercanos a Timaliidae propiamente que a Sylvia y sus relacionados, como planteó Cibois (2003a). Combinando datos de secuencia de ADN nuclear de exón 3 de c-myc, RAG-1, e intrón 2 de la mioglobina con los de ADN mitocóndrico citocromo b (Ericson & Johansson 2003) apoyan el mismo resultado así como lo hace un re-examen usando secuencias del intrón 2 de la mioglobina  y el citocromo b de un rango más amplio (aunque no más denso) de taxones (Alström et al. 2006).
Por otra parte, los estudios de hibridación de ADN-ADN (Sibley & Ahlquist 1990) ubicaron a los ojiblancos  más cercanos a Sylvia. Sin embargo, este método es considerado en la actualidad inferior a la comparación de múltiples secuencias de ADN largas. Aún, debería resaltarse que hasta ahora ningún estudio molecular ha podido definir una relación con suficiente confianza, más allá del hecho de que integran un clado con el “núcleo” de Sylviidae y el “núcleo” de Timaliidae. Dentro de este conjunto, lo más probable es que ellos forman un linaje monofilético con las yuhinas (y posiblemente con otros charlatanes). Por lo tanto, en caso  que  Zosteropidae se mantuviera como familia, las yuhinas debían incorporársele.
Adicionalmente, los nuevos estudios demostraban que varios géneros (como Fulvetta) no eran monofiléticos y necesitaban ser divididos (Cibois 2003, Pasquet et al. 2006).

### Filogenia
En la actualidad la familia contiene cincuenta y cinco especies distribuidas en diez géneros:
- Género Pomatorhinus
  - Pomatorhinus hypoleucos – cimitarra grande;
  - Pomatorhinus erythrocnemis – cimitarra estriada;
  - Pomatorhinus gravivox – cimitarra rayada;
  - Pomatorhinus mcclellandi – cimitarra moteada;
  - Pomatorhinus swinhoei – cimitarra flanquigrís;
  - Pomatorhinus erythrogenys – cimitarra carirrufa;
  - Pomatorhinus horsfieldii – cimitarra india;
  - Pomatorhinus melanurus – cimitarra cingalesa;
  - Pomatorhinus schisticeps – cimitarra cejiblanca;
  - Pomatorhinus montanus – cimitarra dorsicastaña;
  - Pomatorhinus ruficollis – cimitarra cuellirrufa;
  - Pomatorhinus musicus – cimitarra de Formosa;
  - Pomatorhinus ochraceiceps – cimitarra piquirroja;
  - Pomatorhinus ferruginosus – cimitarra coralina;
  - Pomatorhinus superciliaris – cimitarra picofina;
- Género Spelaeornis
  - Spelaeornis caudatus – ratina golirrufa;
  - Spelaeornis badeigularis – ratina mishmi;
  - Spelaeornis troglodytoides – ratina alibarrada;
  - Spelaeornis chocolatinus – ratina chocolate;
  - Spelaeornis reptatus – ratina ventrigrís;
  - Spelaeornis oatesi – ratina de los Chin;
  - Spelaeornis kinneari – ratina gorjipálida;
  - Spelaeornis longicaudatus – ratina colilarga;
- Género Sphenocichla
  - Sphenocichla humei – ratina picocuña occidental;
  - Sphenocichla roberti – ratina picocuña oriental;
- Género Stachyris
  - Stachyris grammiceps – timalí pechiblanco;
  - Stachyris herberti – timalí de Herbert;
  - Stachyris nonggangensis – timalí de Nonggang;
  - Stachyris nigriceps – timalí gorjigrís;
  - Stachyris poliocephala – timalí cabecigrís;
  - Stachyris strialata – timalí gorjipinto;
  - Stachyris oglei – timalí gorjiblanco;
  - Stachyris maculata – timalí maculado;
  - Stachyris leucotis – timalí orejudo;
  - Stachyris nigricollis – timalí gorjinegro;
  - Stachyris thoracica – timalí cuelliblanco;
  - Stachyris erythroptera – timalí alirrojo;
  - Stachyris melanothorax – timalí perlado;
- Género Stachyridopsis
  - Stachyridopsis rufifrons – timalí frentirrufo;
  - Stachyridopsis ruficeps – timalí coronirrojo;
  - Stachyridopsis ambigua – timalí de Harington;
  - Stachyridopsis chrysaea – timalí dorado;
  - Stachyridopsis pyrrhops – timalí barbinegro;
  - Stachyridopsis rodolphei – timalí de Deignan;
- Género Dumetia
  - Dumetia hyperythra – timalí ventrirrufo;
- Género Rhopocichla
  - Rhopocichla atriceps – timalí frentinegro;
- Género Macronus
  - Macronus gularis – timalí goliestriado;
  - Macronus bornensis – timalí de Borneo;
  - Macronus flavicollis – timalí carigrís;
  - Macronus kelleyi – timalí de Kelley;
  - Macronus striaticeps – timalí pardo;
  - Macronus ptilosus – timalí piloso;
- Género Micromacronus
  - Micromacronus leytensis – timalí enano de las Bisayas;
  - Micromacronus sordidus – timalí enano de Mindanao;
- Género Timalia
  - Timalia pileata – timalí capirotado.

## Antes ubicados en Timaliidae
Géneros anteriormente en  Timaliidae cuyas relaciones ahora se conoce que se encuentran ubicados en otras familias.
- Género Yuhina
- Género Staphida
- Género Dasycrotapha
- Género Sterrhoptilus – antes en Stachyris
- Género Zosterornis – antes en Stachyris
- Género Pseudoalcippe
- Género Lioparus – antes en Alcippe
- Género Fulvetta, antes en Alcippe
- Género Chrysomma
- Género Chamaea
- Género Neomixis
- Género Hartertula – antes en Neomixis
- Género Crossleyia
- Género Oxylabes
- Género Arcanator – a veces incluido en Modulatrix
- Género Modulatrix
- Género Erpornis
- Género Pteruthius
- Género Mystacornis
- Género Kakamega
- Género Actinodura
- Género Minla
- Género Chrysominla
- Género Siva
- Género Leiothrix
- Género Heterophasia
- Género Alcippe
- Género Cutia
- Género Pellorneum
- Género Kenopia
- Género Garrulax
- Género Malacopteron
- Género Schoeniparus
- Género Pseudominla
- Género Gampsorhynchus
- Género Malacocincla
- Género Napothera
- Género Jabouilleia
- Género Rimator
- Género Crocias
- Género Myzornis